# 王炳昆
王炳昆，字慰生，號立芝，山東掖縣人。清初政治人物。

## 生平
王炳昆於順治三年（1646年）中式丙戌科二甲第四名進士。選庶吉士，散館授編修，官至江西儲糧道。